# Олексіївка (Павлоградський район)
Олексі́ївка — село в Україні, у Юр'ївській селищній громаді Павлоградського району Дніпропетровської області. Населення за переписом 2001 року становить 113 осіб. До 2017 орган місцевого самоврядування — Олексіївська сільська рада.

## Географія
Село Олексіївка знаходиться на відстані 0,5 км від села Пшеничне. По селу протікає пересихаюча Балка Неалай з загатою. Через село проходить автомобільна дорога Т 0412.

## Історія

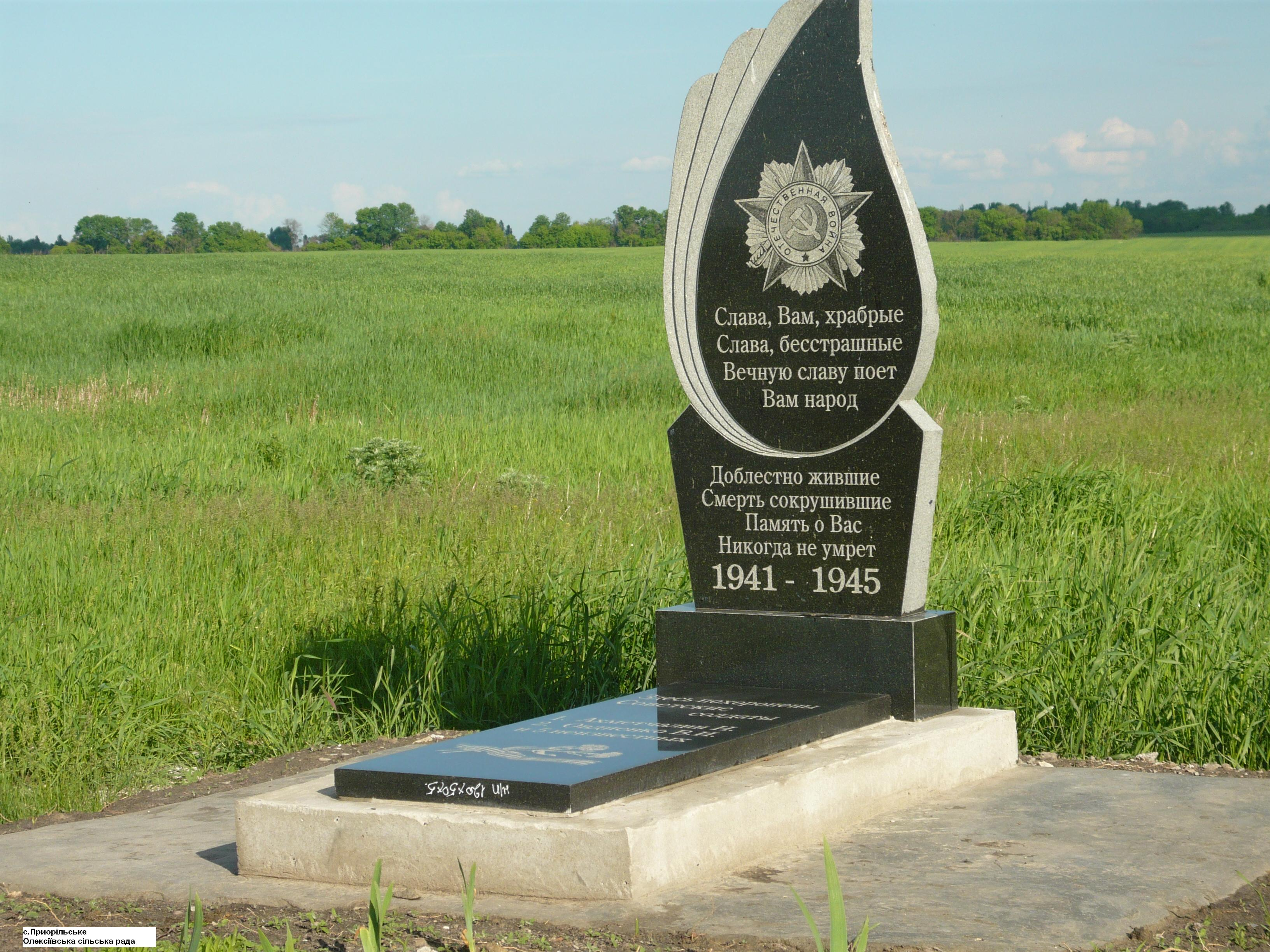
Братська могила радянських воїнів у селі Приорільське

Перша письмова згадка про Олексіївку відноситься до 1789 року.
Поблизу села, в урочищі Маслачки, відкрито слов'янські поселення черняхівської культури (II—VI століття) та ранніх слов'ян (VIII—IX століття).
В полі на місті колишнього села Приорільське Олексіївської сільської ради знаходиться Братська могила радянських воїнів. В могилі поховано 7 воїнів 20-ї гвардійської стрілкової дивізії, які загинули 17 вересня 1943 року при визволенні села від німецько-фашистських загарбників. Проведено перепоховання з місць боїв в дану могилу і  в 1960 році встановлено скульптуру «Воїн з автоматом». В 2008 році проведено заміну пам'ятника, скульптуру замінили  на обеліск. Площа зайнята  пам'яткою 3,0×3.0 м. Написи на обеліску: «Слава Вам, храбрые. Слава, бесстрашные. Вечную славу поет Вам народ. Доблесно жившие. Смерть сокрушившие. Память о Вас никогда не умрет 1941—1943». На могилі мармурова плита з написом «Здесь похоронены советские воины, Ахметчалин Н., Овдиенко В. И. и 5 неизвестных». Поховання та територія  пам'ятки упорядковані.
12 червня 2020 року, відповідно до розпорядження Кабінету Міністрів України № 709-р «Про визначення адміністративних центрів та затвердження територій територіальних громад Дніпропетровської області», увійшло до складу Юр'ївської селищної громади.
19 липня 2020 року, в результаті адміністративно-територіальної реформи та ліквідації Юр'ївського району, село увійшло до складу Павлоградського району.

## Населення

### Мова
Розподіл населення за рідною мовою за даними перепису 2001 року:
| Мова       | Кількість | Відсоток |
| ---------- | --------- | -------- |
| українська | 106       | 93.81%   |
| російська  | 7         | 6.19%    |
| Усього     | 113       | 100%     |

## Об'єкти соціальної сфери
- Фельдшерський пункт.